# Thôi Ngọc Anh
Thôi Ngọc Anh (tiếng Trung giản thể: 崔玉英, bính âm Hán ngữ: Cuī Yù Yīng, sinh tháng 5 năm 1958, người Tạng) là nữ chính trị gia nước Cộng hòa Nhân dân Trung Hoa. Bà hiện là Bí thư Đảng tổ, Chủ tịch Chính Hiệp Phúc Kiến. Bà từng là Phó Bộ trưởng Bộ Tuyên truyền Trung ương Đảng Cộng sản Trung Quốc – nữ chính trị gia người dân tộc thiểu số đầu tiên giữ chức vụ này, kiêm nhiệm là Phó Chủ nhiệm Văn phòng Tuyên truyền đối ngoại Trung ương Đảng, Phó Chủ nhiệm Văn phòng Thông tin Quốc vụ viện. Bà cũng từng giữ chức vụ lãnh đạo Tây Tạng như Thường vụ Khu ủy, Bộ trưởng Bộ Tuyên truyền Khu ủy Tây Tạng, và Phó Chủ tịch Tây Tạng.
Thôi Ngọc Anh là đảng viên Đảng Cộng sản Trung Quốc, học vị Cử nhân Lâm nghiệm, chức danh Cao cấp kinh tế sư. Bà có sự nghiệp ở cả giáo dục, kinh doanh lẫn công vụ viên Đảng và Nhà nước Trung Quốc.

## Xuất thân và giáo dục
Thôi Ngọc Anh sinh tháng 5 năm 1958 tại huyện Bomê, Tây Tạng, nguyên quán ở huyện Xương Lạc, nay thuộc địa cấp thị Duy Phường, tỉnh Sơn Đông, Cộng hòa Nhân dân Trung Hoa. Bà lớn lên và tốt nghiệp cao trung ở Bomê, thi vào Học viện Nông Mục Tây Tạng vào tháng 3 năm 1978 trong kỳ cao khảo đầu tiên sau phong trào Vận động tiến về nông thôn, học ở Khoa Lâm nghiệp và tốt nghiệp tháng 1 năm 1982. Cuối năm này, bà tới Bắc Kinh và học một khóa tiến tu hơn nửa năm ở Đại học Lâm nghiệp Bắc Kinh. Thôi Ngọc Anh được kết nạp Đảng Cộng sản Trung Quốc vào tháng 2 năm 1980 tại trường Nông Mục Tây Tạng, từng tham gia khóa tiến tu chính trị từ tháng 9 năm 2000 đến tháng 1 năm 2001, tham gia nghiên cứu sau đại học về kinh tế chính trị học tại Viện Nghiên cứu sinh, tất cả đều tại Trường Đảng Trung ương Đảng Cộng sản Trung Quốc.

## Sự nghiệp

### Tây Tạng
Tháng 8 năm 1975, sau khi tốt học phổ thông, Thôi Ngọc Anh là giáo viên Tiểu học Nyingchi ở Nyingchi Tây Tạng, và giảng dạy những năm 1975–78 cho đến khi phong trào nông thôn kết thúc. Sau 4 năm đại học 1978–82, bà được giữ lại trường làm giảng viên Học viện Nông Mục Tây Tạng thêm 3 năm nữa. Tháng 4 năm 1985, bà được điều chuyển sang khối nhà nước, nhận vào Sảnh Xây dựng Tây Tạng làm cán bộ ở Phòng Quy hoạch, rồi chuyển sang Ủy ban Kinh tế và Kế hoạch từ cuối năm 1986. Sau đó nửa năm, bà tiếp tục chuyển cơ quan sang khối doanh nghiệp nhà nước là Công ty Bảo hiểm Nhân dân Trung Quốc, điều về chi nhánh Tây Tạng (Bảo hiểm Tây Tạng) làm cán bộ của Khoa Tài chính doanh nghiệp tại Phòng Nghiệp vụ. Tháng 12 năm 1992, bà là Trợ lý Trưởng phòng Nghiệp vụ, sau đó là Phó Trưởng phòng kiêm Chủ nhiệm Ban Doanh nghiệp ở Bảo hiểm Tây Tạng, rồi Trưởng phòng Bảo hiểm xe hơi từ tháng 4 năm 1995. Năm 1996, tổng công ty được chuyển đổi thành Tập đoàn Bảo hiểm Nhân dân Trung Quốc (PICC), bà được thăng chức làm Phó Bí thư Đảng tổ, Phó Tổng giám đốc PICC Tây Tạng, cấp chính xứ và tăng cấp phó sảnh sau đó 1 năm. Cuối năm 1999, bà là Bí thư Đảng ủy, Tổng giám đốc PICC Tây Tạng cho đến 2002, tròn 15 năm ở hãng bảo hiểm này.

### Cấp cao
Tháng 7 năm 2002, Thôi Ngọc Anh được bổ nhiệm làm Phó Chủ tịch Chính phủ Nhân dân Khu tự trị Tây Tạng, đến tháng 10 năm 2006 thì được bầu vào Ban Thường vụ Khu ủy, và là Bộ trưởng Bộ Tuyên truyền Khu ủy Tây Tạng. Cuối năm 2011, bà được điều về trung ương, nhậm chức Phó Chủ nhiệm Văn phòng Tuyên truyền đối ngoại Trung ương Đảng Cộng sản, đồng thời cũng là Phó Chủ nhiệm Văn phòng Thông tin Quốc vụ viện. Giai đoạn 2014–15, bà là Thành viên Hội đồng bộ, vụ của Bộ Tuyên truyền, và là Phó Bộ trưởng Bộ Tuyên truyền Trung ương Đảng Cộng sản Trung Quốc từ đầu năm 2015. Với tư cách là người Tạng, một dân tộc thiểu số của Trung Quốc, bà là nữ chính trị gia người dân tộc thiểu số duy nhất ở vị trí này tại thời điểm đó, và cũng là đầu tiên giữ chức vụ này trong lịch sử của Bộ Trung Tổ. Tháng 1 năm 2018, Thôi Ngọc Anh được điều về tỉnh Phúc Kiến, phân công làm Bí thư Đảng tổ Chính Hiệp tỉnh, rồi được bầu làm Chủ tịch Ủy ban Phúc Kiến Hội nghị Hiệp thương Chính trị Nhân dân Trung Quốc từ ngày 29 tháng 1, là Ủy viên Chính Hiệp Trung Quốc khóa XIII. Cuối năm 2022, bà tham gia Đại hội Đảng Cộng sản Trung Quốc lần thứ XX từ đoàn đại biểu Phúc Kiến.